# Heilig-Hartcollege (Waregem)
Het Heilig-Hartcollege is een katholieke school voor basis- en middelbaar onderwijs  in Waregem. In het secundair onderwijs is er een breed keuzeaanbod algemeen secundair onderwijs, in technisch secundair onderwijs wordt handel aangeboden. In het secundair onderwijs telt de school in 2016 meer dan 1.850 leerlingen. Daarvan verblijven er op weekdagen 130 op het internaat van de school.
Van bij de oprichting in 1929 is de school gevestigd in het centrum van de stad op de terreinen omgeven door de Stationsstraat en Olmstraat.

## Geschiedenis
De school werd opgericht door de jonge medepastoor Gaston Deweer in opdracht van priester Arthur Dumortier en bisschop Waffelaert. Waregem had tot dat jaar nog geen katholiek middelbaar jongensonderwijs. Deweer en Dumortier kunnen van de gemeente een vervallen, 19e-eeuws schoolgebouw kopen waar enkele gebouwen aan worden bijgebouwd. Het eerste schooljaar startte op 29 september 1929. Het huidige collegegebouw in art décostijl werd opgetrokken tussen 1932 en 1939 naar plannen van de plaatselijke architect Maurice Bovyn. De Processiestraat wordt aan de noordzijde van de school erbij getrokken als verbinding tussen Stationsstraat en Olmstraat. In de 1959-62 werd ook de overzijde van de Processiestraat in gebruik genomen met een nieuwbouw in een modernistische stijl. De school verbond langs de zijde van de Stationsstraat zelfs beide vestigingen met een vleugel (het zogenaamde zusterkwartier met een kleine kapel en kamers voor de inwonende zusters) die op de hogere verdiepingen de Processiestraat overbrugt. Aan de uitbreiding werd in 1987 nog een vleugel toegevoegd waarbij de Processiestraat tussen de Stationsstraat en de Olmstraat volledig bebouwd werd door de school. De druk op de schoolgebouwen bleef hoog, en nadat de school in tien jaar tijd 600 extra leerlingen telde, nam de school in 2019 nog een bijkomende vleugel (Diderot) in gebruik aan de Olmstraat.
Sinds 2020 is de officiële naam Sint-Paulusschool campus college geworden.  Het college werd immers onderdeel van de vrije katholieke scholengemeenschap Sint Paulus (die in een eerste samenwerkingsvorm reeds in 1988 ontstond) en de vrije scholen van Avelgem, Anzegem en Waregem omvat.  Het rood-witte kleur werd vervangen door lichtgroen.